# プレドニゾロン

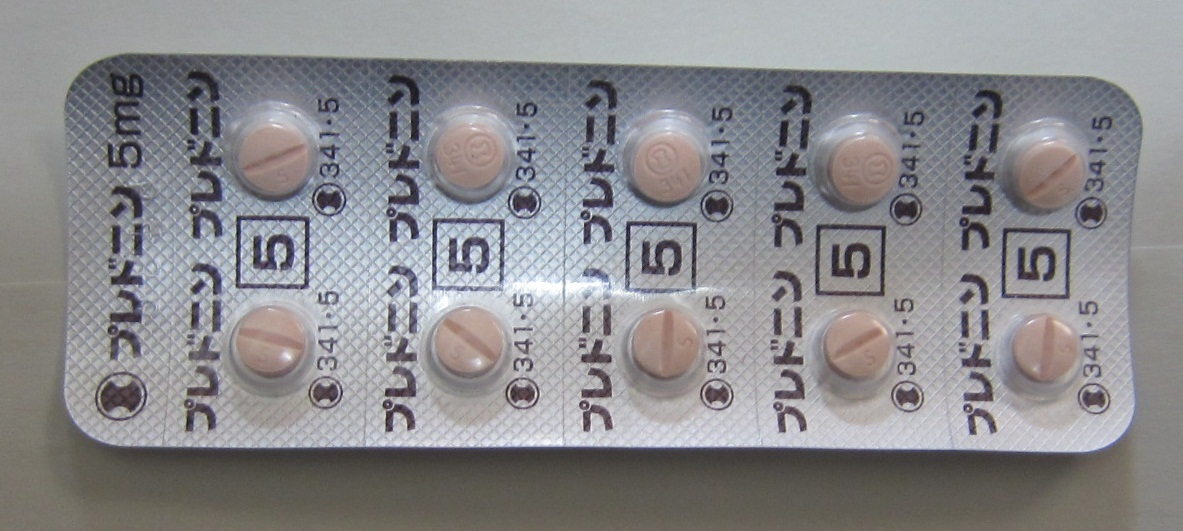
プレドニゾロンには注射薬と飲み薬があり、飲み薬5mg錠が一般的である。本品は商品名プレドニンで売られているもっとも多く見かける錠剤 1シート10錠

プレドニゾロン（英: prednisolone）は、コルチゾールから作製された合成副腎皮質ホルモン製剤。商品名プレドニン。

## 概要
抗炎症作用があり、炎症反応の抑制に使われる。適応となる疾患は多く、様々な診療科で使われる。
炎症の全ての過程において有効である（急性炎症、慢性炎症、自己免疫疾患、アレルギー性疾患、ショック、痛風、メニエール病、突発性難聴、急性白血病、ネフローゼ症候群、移植片拒絶反応など）。また炎症抑制作用だけでなくリンパ球を破壊するので、異常リンパ球が増える疾患である急性リンパ性白血病や悪性リンパ腫では欠かすことができず、リンパ球が関係するなど自己免疫疾患、アレルギー性疾患、移植片拒絶反応の治療でも用いられる。
特に内服薬を長期に使用した際には、感染症のリスク増加、副腎皮質機能不全、クッシング症候群、精神症状、骨粗鬆症、白内障など多彩に生じることがある。プレドニゾロンを長期的に使用してからの中止は離脱症状の可能性があるため、徐々に減薬する必要がある。
WHO必須医薬品モデル・リストに収載。ドーピング禁止薬物のひとつ。

## ステロイド
副腎皮質ホルモン（ステロイドホルモン）に関する研究は、1950年度ノーベル生理学・医学賞を受賞している。これらの製剤はステロイドと総称されるが、そのうちプレドニゾロンは、1955年（昭和30年）に塩野義製薬とアメリカ合衆国のシェリングが技術援助契約を締結することで、日本に初めて導入されたステロイド系抗炎症薬である。
ステロイドは、抗炎症作用や免疫抑制作用などの薬理作用を有しており、様々な疾患の治療に幅広く用いられている。つまり、臨床各科においてよく使われる薬剤の一つである。ちなみに、日本の診療ガイドラインや治療指針あるいは手引きを調べてみると、ステロイドが治療薬の一つとして記載されているガイドラインは、70余りに上っている。

## 作用機序
合成糖質コルチコイド（GC）であり、脂溶性が高いため細胞膜を容易に通過して細胞質のグルココルチコイド受容体（GCR）に結合する。GC/GCR複合体が生成すると、シャペロン蛋白質がグルココルチコイド受容体から解離して、複合体が細胞核内に移動する。この移動は結合後20分位内に起こる。ホモ二量体はグルココルチコイド応答エレメント（GRE）と呼ばれるDNA結合部位に結合して、遺伝子の転写を開始または停止させる。転写開始部位に結合した複合体は抗炎症蛋白質の合成を開始し、転写抑制部位に結合した複合体は炎症遺伝子の転写を停止させる。

## 剤形
日本で入手できる剤形・誘導体としては、
- 経口剤：プレドニゾロン
- 外用剤：プレドニゾロン、プレドニゾロン酢酸エステル、プレドニゾロン吉草酸エステル酢酸エステル（PVA）、プレドニゾロンファルネシル酸エステル
- 注射剤：プレドニゾロンコハク酸エステルナトリウム
- 点眼剤：プレドニゾロン酢酸エステル
- 注腸剤：プレドニゾロンリン酸エステルナトリウム

がある。
ステロイド外用薬としては、日本での格付けで5段階中2のミディアムの医薬品の吉草酸酢酸プレドニゾロン（商品名リドメックスなど）と、1のウィークのプレドニゾロンがある。

## 効能・効果
炎症の原因に関係なく炎症反応を抑制し、炎症の全ての過程において有効である。また炎症抑制作用だけでなくリンパ球を破壊するので、異常リンパ球が増える疾患である急性リンパ性白血病や悪性リンパ腫では欠かすことが出来ず、リンパ球が関係するなど自己免疫疾患、アレルギー性疾患、移植片拒絶反応の治療でも用いられる。他にプレドニゾロンが使用される疾患は急性炎症、慢性炎症、自己免疫疾患、アレルギー性疾患、ショック、痛風、メニエール病、突発性難聴、急性白血病、ネフローゼ症候群、移植片拒絶反応など枚挙にいとまがないほどである。
例として錠剤と注射剤には、内科・小児科領域【内分泌疾患、リウマチ疾患、膠原病、川崎病の急性期（重症であり、冠動脈障害の発生の危険がある場合）、腎疾患、心疾患、アレルギー性疾患、重症感染症、血液疾患、消化器疾患、重症消耗性疾患、肝疾患、肺疾患、結核性疾患（抗結核剤と併用する）、神経疾患、悪性腫瘍、その他の内科的疾患】、
外科領域、整形外科領域、産婦人科領域、泌尿器科領域、皮膚科領域、眼科領域、耳鼻咽喉科領域（斜体 は錠剤のみ、下線は注射剤のみ）の適応がある。
プレドニゾロンは卓越した糖質コルチコイド活性を持ち、鉱質コルチコイド作用の弱い副腎皮質ホルモンであり、気管支喘息等、広い範囲の炎症および自己免疫の治療を可能としている。葡萄膜炎、壊疽性膿皮症、関節リウマチ、潰瘍性大腸炎、心膜炎、巨細胞性動脈炎、クローン病、ベル麻痺、多発性硬化症、群発頭痛、血管炎症候群、急性リンパ性白血病、自己免疫性肝炎、全身性エリテマトーデス、川崎病、皮膚筋炎、サルコイドーシスの治療に応用される。
- 関節リウマチの治療でもしばしば用いられる薬品である。プレドニゾロンの高用量（> 5mg/日）と死亡率には相関が見られたが、プレドニゾロン1〜5mg/日までの使用では死亡率の上昇は見られなかった[17]。

プレドニゾロン酢酸エステル眼科用懸濁液剤は副腎皮質ステロイド製剤であり、眼の腫張、発赤、瘙痒感、アレルギー反応の治療に用いられる無菌製剤である。
プレドニゾロンは、季節性または薬物性アレルギーを治療する。
プレドニゾロンは臓器移植後の免疫抑制や慢性原発性副腎皮質機能低下症にも使用される。
糖質コルチコイドは様々誘発物質に応答して炎症反応を阻害し、治癒の過程を遅延させ、浮腫、線維素沈着、白血球遊走、線維増殖、繊維芽細胞増殖、コラーゲン沈着、炎症後の瘢痕形成を阻害する。

## 禁忌
注射剤は感染症のある関節腔内、滑液嚢内、腱鞘内または腱周囲、ならびに動揺関節の関節腔内への投与は禁忌とされている。
その他、原則禁忌として下記の項目が設定されている。
- 有効な抗菌剤の存在しない感染症、全身の真菌症の患者（錠剤、注射剤）
- 消化性潰瘍の患者（錠剤、注射剤）
- 精神病の患者（錠剤、注射剤）
- 結核性疾患の患者（錠剤、注射剤）
- 単純疱疹性角膜炎の患者（錠剤、注射剤）
- 後嚢白内障の患者（錠剤、注射剤）
- 緑内障の患者（錠剤、注射剤）
- 高血圧症の患者（錠剤、注射剤）
- 電解質異常のある患者（錠剤、注射剤）
- 血栓症の患者（錠剤、注射剤）
- 最近行った内臓の手術創のある患者（錠剤、注射剤）
- 急性心筋梗塞を起こした患者（錠剤、注射剤）
- ウイルス性結膜・角膜疾患、結核性眼疾患、真菌性眼疾患および急性化膿性眼疾患の患者に対する眼科的投与（注射剤、眼軟膏）
- 角膜上皮剥離または角膜潰瘍の患者（眼軟膏）

## 副作用
外用薬では吸収率の高い部位、頬、頭、首、陰部では長期連用しないよう注意し、顔への使用はミディアム以下が推奨される。病変の悪化あるいは変化なしでは中止する必要がある。外用薬について全米皮膚炎学会によれば、ステロイド外用薬離脱の危険性を医師と患者は知っておくべきで、効力に関わらず2-4週間以上は使用すべきではない。
副作用は多彩で、特に内服薬では免疫機能低下およびそれによる感染症、副腎皮質機能不全、クッシング症候群、胃潰瘍、神経症状、精神症状、骨粗鬆症、白内障、Naおよび体液貯留（むくみ）、食欲増進、脂肪の異常沈着、ムーンフェイス（脂肪が付いて顔が丸くなる）、傷の治りが悪い、イライラ感、不眠などがある。
重大な副作用として以下が知られる。
誘発感染症、感染症増悪、続発性副腎皮質機能不全、糖尿病、消化管潰瘍、消化管穿孔、消化管出血、膵炎、精神変調、うつ状態、痙攣、骨粗鬆症、大腿骨および上腕骨などの骨頭無菌性壊死、ミオパチー、緑内障、後嚢白内障、中心性漿液性網脈絡膜症、多発性後極部網膜色素上皮症、血栓症、心筋梗塞、脳梗塞、動脈瘤
- 注射剤のみ
  - ショック、アナフィラキシー、喘息発作の増悪
- 眼軟膏のみ
  - 角膜ヘルペス誘発、角膜真菌症誘発、緑膿菌感染症誘発、穿孔
- 錠剤のみ
  - 硬膜外脂肪腫、腱断裂

そのほか、食欲亢進、体重増加、悪心、不快感、感染症のリスク増加、心血管イベント（小児）、皮膚症状（顔面発赤、痣、皮膚変色、創傷治癒障害、皮膚菲薄化、発疹、体液貯留、多毛）、高血糖症（糖尿病治療中の患者では治療強化が必要）、月経異常、ストレスホルモン（手術時、疾患等）応答低下、血圧上昇、電解質異常（ナトリウム上昇、カリウム低下、アルカローシス 惹起）、消化管障害（胃内壁腫張、可逆的肝酵素上昇、消化性潰瘍リスク増加）、筋骨格系障害（筋力低下、長骨骨折、背骨骨折）、神経系障害（不随意運動、痙攣、頭痛、眩暈）、行動障害   等が現れる。
鼻中隔穿孔や腸穿孔でステロイドを中止する場合がある。
短期治療ではステロイドの副作用は多くはないが、治療が長引いて来ると体重増加、免疫反応不全、行動障害が起こって来る。長期高用量使用後の離脱症状として、急性副腎不全が発生し得る。

### 妊産婦・授乳婦
妊娠している女性に対する臨床試験は実施されていないが、動物を用いた実験では口唇口蓋裂が増加することが示された。プレドニゾロンを妊婦が服用する場合には、治療の利益が副作用の危険を上回る場合のみに留めるべきで、服用患者から生まれてきた児は副腎機能を慎重に確認する必要がある。
プレドニゾロンは母乳中に分泌される。

## ドーピング
プレドニゾロンを含む全ての糖質コルチコイドは、経口投与、静脈注射、筋肉内注射、経直腸投与のいずれも競技会中の使用は世界アンチ・ドーピング機関で禁止されている。

## 脚註
1. ↑  慢性副腎皮質機能不全（原発性、続発性、下垂体性、医原性）、急性副腎皮質機能不全（副腎クリーゼ）、副腎性器症候群、亜急性甲状腺炎、甲状腺中毒症〔甲状腺（中毒性）クリーゼ〕、甲状腺疾患に伴う悪性眼球突出症、ACTH単独欠損症
2. ↑  関節リウマチ、若年性関節リウマチ（スチル病を含む）、リウマチ熱（リウマチ性心炎を含む）、リウマチ性多発筋痛
3. ↑  エリテマトーデス（全身性および慢性円板状）、全身性血管炎（大動脈炎症候群、結節性動脈周囲炎、多発性動脈炎、ヴェゲナ肉芽腫症を含む）、多発性筋炎（皮膚筋炎）、強皮症
4. ↑  ネフローゼおよびネフローゼ症候群
5. ↑  鬱血性心不全
6. ↑  気管支喘息、喘息性気管支炎（小児喘息性気管支炎を含む）、薬剤その他の化学物質によるアレルギー・中毒（薬疹、中毒疹を含む）、血清病、喘息発作重積状態、アナフィラキシーショック
7. ↑  重症感染症（化学療法と併用する）
8. ↑  溶血性貧血（免疫性または免疫性機序の疑われるもの）、白血病（急性白血病、慢性骨髄性白血病の急性転化、慢性リンパ性白血病）（皮膚白血病を含む）、髄膜白血病、顆粒球減少症（本態性、続発性）、紫斑病（血小板減少性および血小板非減少性）、再生不良性貧血、凝固因子の障害による出血性素因
9. ↑  限局性腸炎、潰瘍性大腸炎
10. ↑  重症消耗性疾患の全身状態の改善（癌末期、スプルーを含む）
11. ↑  劇症肝炎（臨床的に重症と看做されるものを含む）、胆汁鬱滞型急性肝炎、慢性肝炎（活動型、急性再燃型、胆汁鬱滞型）（ただし、一般的治療に反応せず肝機能の著しい異常が持続する難治性のものに限る）、肝硬変（活動型、難治性腹水を伴うもの、胆汁鬱滞を伴うもの）
12. ↑  サルコイドーシス（ただし、両側肺門リンパ節腫脹のみの場合を除く）、瀰漫性間質性肺炎（肺線維症）（放射線肺臓炎を含む）
13. ↑  肺結核（粟粒結核、重症結核に限る）、結核性髄膜炎、結核性胸膜炎、結核性腹膜炎、結核性心嚢炎
14. ↑  脳脊髄炎（脳炎、脊髄炎を含む）（ただし、一次性脳炎の場合は頭蓋内圧亢進症状がみられ、かつ他剤で効果が不十分なときに短期間用いること。）、末梢神経炎（ギランバレー症候群を含む）、筋強直症、重症筋無力症、多発性硬化症（視束脊髄炎を含む）、小舞踏病、顔面神経麻痺、脊髄蜘網膜炎、デュシェンヌ型筋ジストロフィー
15. ↑  悪性リンパ腫および類似疾患（近縁疾患）、多発性骨髄腫、好酸性肉芽腫、乳癌の再発転移
16. ↑  特発性低血糖症、原因不明の発熱
17. ↑  副腎摘除、臓器・組織移植、侵襲後肺水腫、副腎皮質機能不全患者に対する外科的侵襲、蛇毒・昆虫毒（重症の虫さされを含む）、外科的ショックおよび外科的ショック様状態、脳浮腫、輸血による副作用、気管支痙攣（術中）
18. ↑  強直性脊椎炎（リウマチ性脊椎炎）、強直性脊椎炎（リウマチ性脊椎炎）に伴う四肢関節炎、変形性関節症（炎症症状がはっきり認められる場合）、非感染性慢性関節炎、痛風性関節炎、関節周囲炎（非感染性のものに限る）、腱周囲炎（非感染性のものに限る）、 腱炎（非感染性のものに限る）、腱鞘炎（非感染性のものに限る）、滑液包炎（非感染性のものに限る）、脊髄浮腫
19. ↑  卵管閉塞症（不妊症）に対する通水療法、卵管整形術後の癒着防止、副腎皮質機能障害による排卵障害
20. ↑  前立腺癌（他の療法が無効な場合）、陰茎硬結
21. ↑  湿疹・皮膚炎群（急性湿疹、亜急性湿疹、慢性湿疹、接触皮膚炎、貨幣状湿疹、自家感作性皮膚炎、アトピー皮膚炎、乳・幼・小児湿疹、ビダール苔癬、その他の神経皮膚炎、脂漏性皮膚炎、進行性指掌角皮症、その他の手指の皮膚炎、陰部あるいは肛門湿疹、耳介および外耳道の湿疹・皮膚炎、鼻前庭および鼻翼周辺の湿疹・皮膚炎など）（ただし、重症例以外は極力投与しないこと。局注は浸潤、苔癬化の著しい場合のみとする。）、痒疹群（小児ストロフルス、蕁麻疹様苔癬、固定蕁麻疹を含む）（ただし、重症例に限る。また、固定蕁麻疹は局注が望ましい。）、蕁麻疹（慢性例を除く）（重症例に限る）、乾癬および類症〔尋常性乾癬（重症例）、関節症性乾癬、乾癬性紅皮症、膿疱性乾癬、稽留性肢端皮膚炎、疱疹状膿痂疹、ライター症候群〕、掌蹠膿疱症（重症例に限る）、毛孔性紅色粃糠疹（重症例に限る）、扁平苔癬（重症例に限る）、成年性浮腫性硬化症、紅斑症（多形滲出性紅斑、結節性紅斑）（ただし、多形滲出性紅斑の場合は重症例に限る）、アナフィラクトイド紫斑（単純型、シェーンライン型、ヘノッホ型）（重症例に限る）、ウェーバークリスチャン病、粘膜皮膚眼症候群〔開口部びらん性外皮症、スチブンス・ジョンソン病、皮膚口内炎、フックス症候群、ベーチェット病（眼症状のない場合）、リップシュッツ急性陰門潰瘍〕、レイノー病、円形脱毛症（悪性型に限る）、天疱瘡群（尋常性天疱瘡、落葉状天疱瘡、Senear-Usher症候群、増殖性天疱瘡）、デューリング疱疹状皮膚炎（類天疱瘡、妊娠性疱疹を含む）、先天性表皮水疱症、帯状疱疹（重症例に限る）、紅皮症（ヘブラ紅色粃糠疹を含む）、顔面播種状粟粒性狼瘡（重症例に限る）、アレルギー性血管炎およびその類症（急性痘瘡様苔癬状粃糠疹を含む）、潰瘍性慢性膿皮症、新生児スクレレーマ、早期ケロイドおよびケロイド防止
22. ↑  内眼・視神経・眼窩・眼筋の炎症性疾患の対症療法（ブドウ膜炎、網脈絡膜炎、網膜血管炎、視神経炎、眼窩炎性偽腫瘍、眼窩漏斗尖端部症候群、眼筋麻痺）、外眼部および前眼部の炎症性疾患の対症療法（眼瞼炎、結膜炎、角膜炎、強膜炎、虹彩毛様体炎）、眼科領域の術後炎症
23. ↑  急性・慢性中耳炎、滲出性中耳炎・耳管狭窄症、メニエル病およびメニエル症候群、急性感音性難聴、口腔外科領域手術後の後療法、血管運動（神経）性鼻炎、アレルギー性鼻炎、花粉症（枯草熱）、副鼻腔炎・鼻茸、進行性壊疽性鼻炎、喉頭炎・喉頭浮腫、喉頭ポリープ・結節、食道の炎症（腐蝕性食道炎、直達鏡使用後）および食道拡張術後、耳鼻咽喉科領域の手術後の後療法、難治性口内炎および舌炎（局所療法で治癒しないもの）、嗅覚障害、急性・慢性（反復性）唾液腺炎